# بن۱۰: نیروی بیگانه
بن ۱۰: نیروی بیگانه (انگلیسی: Ben 10: Alien Force) یک مجموعه انیمیشنی تلویزیونی آمریکایی که توسط استودیوی مَن آف اکشن اینترتیمنت (انگلیسی: Man of Action Entertainment) خلق شده و توسط کارتون نت‌ورک تولید شده‌است. اتفاقات این سری ۵ سال پس از بن ۱۰ رخ می‌دهد و روند تاریک‌تری نسبت به سری قبلی به خود می‌گیرد.
این انیمیشن برای اولین بار در شبکه کارتون نت‌ورک در ایالات متحده در تاریخ ۱۸ آوریل ۲۰۰۸ و در تله‌تون در کانادا در تاریخ ۶ سپتامبر ۲۰۰۸ آغاز شد و در تاریخ ۲۶ مارس ۲۰۱۰ به پایان رسید. این مجموعه در مجموعِ سه فصل و چهل و شش قسمت پخش شد و قسمت آخر آن در تاریخ ۲۶ مارس ۲۰۱۰ به نمایش درآمد.
این سری چهار بار نامزد دریافت جایزه امی شده و در بخش‌های بهترین میکس صدا، لایو اکشن و انیمیشن برنده جایزه شد.
این کارتون از سال ۱۳۹۶ مخالفان زیادی در ایران پیدا کرد و برای اثبات دلایل مخالفی جمهوری اسلامی سینمایی به نام (راز سیاوش) ساخته شد،این سینمایی اثبات میکرد بن تن کارتونی خیالی و شیطانی است که با وجود آن سیاوش از دلاوران ایران بوده است.
توییتر نت‌ورک به ساخت این سینمایی توسط جمهوری اسلامی واکنش نشان داد و آن را مورد تمسخر قرار داد.